# خداداد عزیزی
خداداد عزیزی (زادهٔ ۱ تیر ۱۳۵۰) بازیکن فوتبال بازنشسته اهل ایران است. او اصالتاً اهل شهرستان فریمان است. وی علاوه‌بر بازی در لیگ برتر ایران سابقه حضور در بوندس‌لیگا آلمان و لیگ برتر امارات متحده عربی را نیز دارد. او نقش مهمی در صعود تیم ملی ایران به جام جهانی ۱۹۹۸ فرانسه داشت. او به دلیل سرعت زیاد و گل صعود آفرین ایران به استرالیا، توسط جواد خیابانی که گزارشگر آن بازی بود، «غزال تیزپای فوتبال ایران» نامیده شد. او فوتبالیستی برجسته و از تکنیکی‌ترین بازیکنان تاریخ فوتبال ایران به شمار می‌رود.
او ۴۵ بازی ملی برای تیم ملی فوتبال ایران انجام داده و ۱۱ گل نیز به ثمر رسانده است. او در سال ۱۹۹۶ به عنوان بازیکن فوتبال سال آسیا و در همان سال به عنوان بهترین و ارزشمندترین بازیکن جام ملت‌های آسیا انتخاب شد.
وی همچین زننده تنها گل پرسپولیس مقابل تیم پوهانگ استیلزر کره جنوبی در مرحله نیمه نهایی در جام باشگاه‌های آسیا ۱۹۹۶ است. در آن روز پرسپولیس یک پنالتی را از دست داد و یک اشتباه نیز منجر به گل به خودی شد و بدین ترتیب ایران با نتیجه سه بر یک از صعود به فینال بازماند و از دور رقابت‌ها کنار رفت.
خداداد عزیزی بارها در ایران در مسابقات فوتبال خیریه شرکت کرده یا ترتیب داده است.

## زندگی شخصی
خداداد عزیزی زاده ۱ تیر ۱۳۵۰ در روستای چشمه ایلخی از توابع فریمان در استان خراسان رضوی است. او در محله پیرانشهر مشهد زندگی می‌کرد. او در کودکی با کفش‌های لنگه‌به‌لنگه فوتبال بازی می‌کرد و در ۱۱ سالگی به همراه برادرش به کار بنایی می‌پرداخت تا هزینه زندگی خود را تأمین کند. در دوران دبیرستان به دلیل توهین به دبیر ورزش از دبیرستان حاج‌تقی آقابزرگ اخراج شد. سپس با کمک برادر جهانگیر زنده‌دل (مدیر باشگاه ابومسلم) در دبیرستان امیرکبیر ثبت نام کرد.
خداداد مادرش را به دلیل عدم توانایی مالی برای درمان سرطان در سال ۶۹ از دست داد. او دارای سه فرزند است.

## بازی

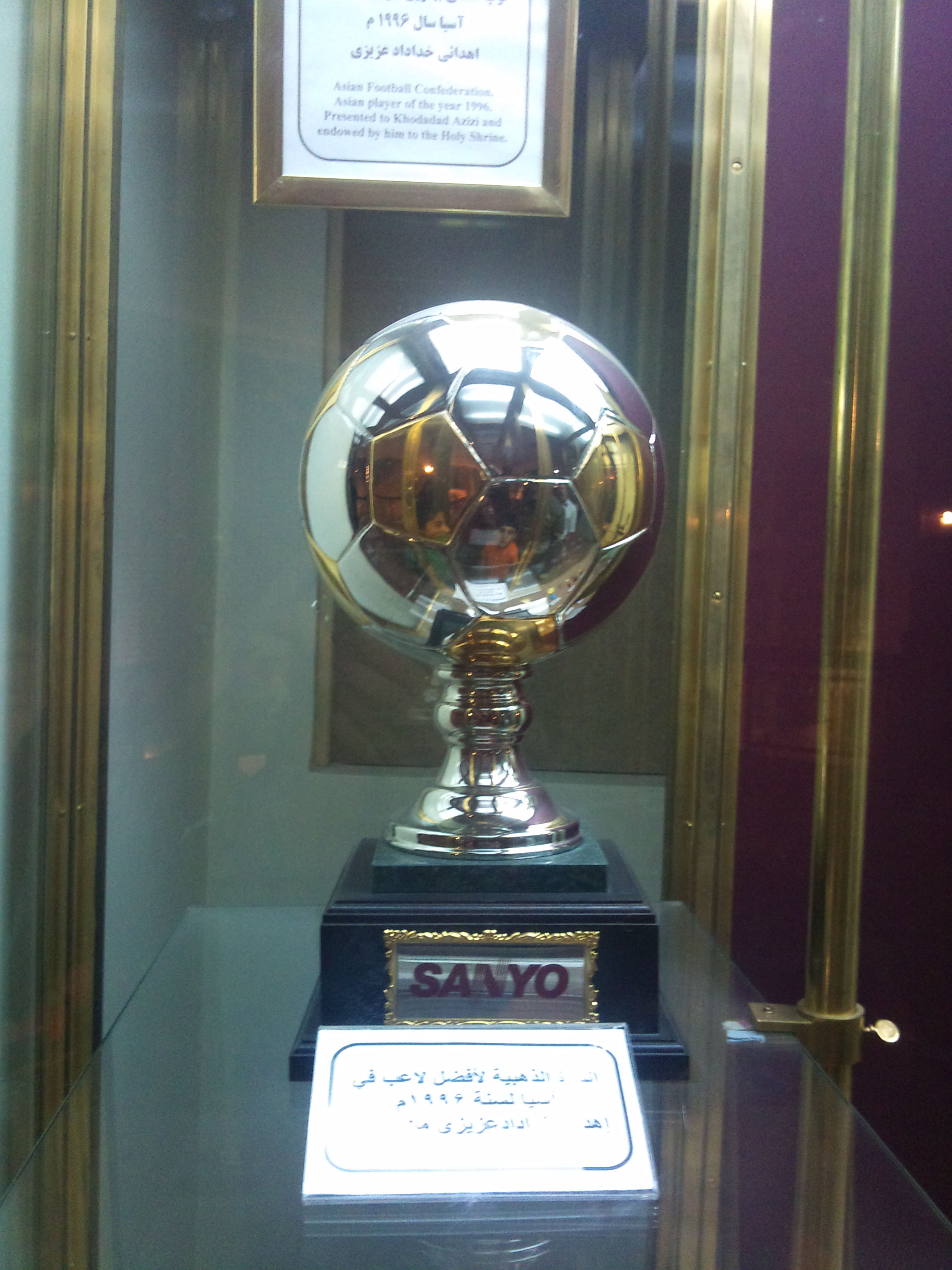
توپ طلای بهترین بازیکن فوتبال آسیا، سال ۱۹۹۶

عزیزی فوتبال حرفه‌ای را با تیم ابومسلم آغاز کرد، او در سال ۱۳۷۱ برای گذراندن سربازی به باشگاه فتح تهران پیوست از سال ۱۳۷۴ به تیم بهمن پیوست و در سال ۱۳۷۵ به عنوان بازیکن کمکی برای پرسپولیس در جام باشگاه‌های آسیا بازی کرد. او پس از درخشش در ترکیب تیم ملی فوتبال ایران در جام ملت‌های آسیا ۱۹۹۶ و انتخاب به عنوان ارزشمندترین بازیکن این مسابقات و چندی بعد کسب عنوان بهترین بازیکن سال کنفدراسیون فوتبال آسیا به تیم فوتبال کلن در دسته اول بوندس لیگا آلمان پیوست.
محمد مایلی‌کهن عزیزی را به دلیل بی‌نظمی از ترکیب بیرون می‌گذاشت و علی‌اصغر مدیرروستا را جایگزین می‌کرد. اما شکست برابر قطر و برکناری مایلی‌کهن باعث شد که عزیزی با تصمیم والدیر ویرا به ترکیب تیم ملی برگردد.
او در سال ۱۹۹۷ به تیم منتخب آسیا دعوت شد تا در مقابل منتخب جهان قرار بگیرد. منتخب آسیا در این بازی پنج بر سه شکست خورد. اما عزیزی یکی از گل‌های آسیا را به ثمر رساند.
خداداد تا سال ۲۰۰۰ در کلن بازی کرد. او به دلیل مشاجره با سرمربی سرشناس تیم کلن (برند شوستر) و درگیری با یک طرفدار، مجبور به ترک آلمان شد. وی پس از آن یک فصل در سن‌خوزه ارث‌کوئیکز در لیگ برتر فوتبال ایالات متحده آمریکا رفت. اما آنجا نیز به دلیل اختلاف نظر با سرمربی وقت تیم بیش از یک فصل بازی نکرد. او یک فصل برای باشگاه النصر در لیگ امارات بازی کرد و در سال ۱۳۸۰ در بازگشت به ایران به تیم پاس تهران پیوست. اختلاف او با میروسلاو بلاژویچ سرمربی تیم ملی باعث شد تا از ترکیب تیم ملی برای مقدماتی جام جهانی ۲۰۰۲ کنار گذاشته شود.
عزیزی در مرحله نخست رقابت‌های انتخابی جام جهانی ۲۰۰۶ در ترکیب تیم ملی چند بار به میدان رفت. ولی حضور وی در تیم ملی برای مرحله دوم مقدماتی جام جهانی تداوم نداشت. آخرین بازی ملی و مقابل تیم ملی قطر در دوحه بوده است. حذف تیم ملی از رقابت‌ها و فشار افکار عمومی باعث شدند خداداد دیگر به تیم ملی دعوت نشود.
او پس از آن در سال ۱۳۸۴ برای تیم دسته اولی عقاب و در نیم‌فصل دوم لیگ ۸۵–۱۳۸۴ برای تیم راه‌آهن توپ زد و پس از آن از بازیکنی فوتبال خداحافظی کرد.

## مربی‌گری
عزیزی در مربیگری هرگز به اندازه بازیکنی موفق نبود. او پس از خداحافظی از فوتبال توسط تیم ابومسلم به عنوان رئیس سازمان فوتبال انتخاب شد و بعد به مربیگری و در نهایت سرمربیگری تیم رسید. اما اختلافات او با مدیران باشگاه، صراحت لهجه و نتایج ضعیف تیم موجب شد تا در ابتدای لیگ ۱۳۸۶ از سرمربیگری تیم اخراج شود. یکی از عجیب‌ترین اقدامات او در دوران هدایت ابومسلم بیرون آوردن یکی از بازیکنان از ترکیب و ده‌نفره کردن تیم بود.
عزیزی در همان سال در نخستین دوره المپیاد ایرانیان دوباره به زمین چمن بازگشت و به عنوان کاپیتان تیم استان خراسان رضوی برای این تیم به میدان رفت.
او پس از آن مدیر فنی تیم دسته اولی پیام مشهد شد و توانست این تیم را به لیگ برتر کشور بیاورد. او در هفته‌های آغازین فصل ۱۳۸۷–۱۳۸۸ مربیگری این تیم را برعهده داشت که به دلیل مشکلات مالی تیم از فعالیت خود کناره گرفت.

## غزال تیزپای آسیا
در بازی با تیم ملی استرالیا پس از یک ماراتن طولانی برای رسیدن به جام جهانی ۹۸ فرانسه خداداد عزیزی برای تیم ملی ایران گلزنی کرد (یک گل در بازی رفت و یک گل در بازی برگشت) و از آن تاریخ به بعد لقب غزال تیزپای آسیا را گرفت. هرچند که نتیجه آن بازی در ۸ آذر ۱۳۷۶ خورشیدی با تساوی ۲–۲ پایان یافت، ولی به علت صعود تیم ایران به جام جهانی برای خیلی از ایرانی‌ها از برد شیرین‌تر بود و باعث شادی و پایکوبی در سطح شهرهای ایران شد.

## جنجال‌ها
خداداد عزیزی هرگز نسبت به اعتراض‌های مردمی در ایران نسبت حکومت موضع‌گیری نکرده است. حضور او در لبنان به همراه علیرضا دبیر و وحید شمسایی باعث انتقاد از او شد.
رفتارها و گفته‌های او در نقش‌ کارشناس تلویزیونی و بازیکن سابق فوتبال بارها خبرساز شده‌اند.

## گل‌های ملی
| No | تاریخ          | میزبان                                  | تیم رقیب      | گل زده | نتیجه نهایی | رقابت                                                        |
| -- | -------------- | --------------------------------------- | ------------- | ------ | ----------- | ------------------------------------------------------------ |
| ۱  | ۱۱ دسامبر ۱۹۹۶ | ورزشگاه آل مکتوم، دبی، امارات           | عربستان سعودی | ۰-۳    | ۰–۳         | جام ملتهای آسیا ۱۹۹۶                                         |
| ۲  | ۱۶ دسامبر ۱۹۹۶ | ورزشگاه آل مکتوم، دبی، امارات           | کرهٔ جنوبی     | ۲-۲    | ۲–۶         | جام ملتهای آسیا ۱۹۹۶                                         |
| ۳  | ۲۱ آوریل ۱۹۹۷  | ورزشگاه یادگار امام تبریز، تبریز، ایران | کنیا          | ۰-۱    | ۰–۳         | بازی دوستانه                                                 |
| ۴  | ۲ ژوئن ۱۹۹۷    | ورزشگاه عباسیون، دمشق، سوریه            | مالدیو        | ۰-۵    | ۰–۱۷        | مرحله مقدماتی جام جهانی فوتبال ۱۹۹۸ (آسیا)                   |
| ۵  | ۲ ژوئن ۱۹۹۷    | ورزشگاه عباسیون، دمشق، سوریه            | مالدیو        | ۰-۶    | ۰–۱۷        | مرحله مقدماتی جام جهانی فوتبال ۱۹۹۸ (آسیا)                   |
| ۶  | ۹ ژوئن ۱۹۹۷    | ورزشگاه آزادی، تهران، ایران             | قرقیزستان     | ۰-۱    | ۱–۳         | مرحله مقدماتی جام جهانی فوتبال ۱۹۹۸ (آسیا)                   |
| ۷  | ۹ ژوئن ۱۹۹۷    | ورزشگاه آزادی، تهران، ایران             | قرقیزستان     | ۱-۳    | ۱–۳         | مرحله مقدماتی جام جهانی فوتبال ۱۹۹۸ (آسیا)                   |
| ۸  | ۱۱ ژوئن ۱۹۹۷   | ورزشگاه آزادی، تهران، ایران             | مالدیو        | ۰-۹    | ۰–۹         | مرحله مقدماتی جام جهانی فوتبال ۱۹۹۸ (آسیا)                   |
| ۹  | ۱۶ نوامبر ۱۹۹۷ | ورزشگاه حاج حسن یونس، جوهور بهرو، مالزی | ژاپن          | ۱-۱    | ۳–۲         | مرحله مقدماتی جام جهانی فوتبال ۱۹۹۸ (آسیا)                   |
| ۱۰ | ۲۲ نوامبر ۱۹۹۷ | ورزشگاه آزادی، تهران، ایران             | استرالیا      | ۱-۱    | ۱–۱         | مرحله مقدماتی جام جهانی فوتبال ۱۹۹۸ (پلی‌آف آسیا – اقیانوسیه) |
| ۱۱ | ۲۹ نوامبر ۱۹۹۷ | ورزشگاه کریکت ملبورن، ملبورن، استرالیا  | استرالیا      | ۲-۲    | ۲–۲         | مرحله مقدماتی جام جهانی فوتبال ۱۹۹۸ (پلی‌آف آسیا – اقیانوسیه) |

## نمایش خانگی
| سال  | فیلم        | کارگردان     | نقش          |
| ۱۴۰۰ | شب‌های مافیا | سعید ابوطالب | خداداد عزیزی |
| ۱۴۰۰ | یازده       | علی باذل     | کارشناس      |
| ۱۴۰۰ | شب آهنگی    | حامد آهنگی   | مهمان        |
| ۱۴۰۳ | سرگیجه      | محمد حاتمی   | پلییر        |

## تو خداداد عزیزی هستی
خداداد عزیزی در کتاب «تو خداداد عزیزی هستی» که به قلم جواد رستم‌زاده که یکی از نویسندگان قدیمی ورزش ایران است منتشر شده و از فراز و فرودهای زندگی خداداد عزیزی و دلایل ترک زودهنگام تیم ملی پرده برداشته است.